# サマリア語
サマリア語（サマリアご、Samaritan Hebrew language）とは、サマリア人が、サマリア五書を朗読する際に使用する 聖書ヘブライ語から発展した言語。ヘブライ語の一種と見なされることが多い。

## 書記体系
現在、ヘブライ語で使用されているヘブライ文字は、アラム文字から発展したものだが、サマリア語では、それより古くに使用されていた古ヘブライ文字（Paleo – Hebrew alphabet）から直接発展した サマリア文字（Samaritan alphabet）を用いる（古ヘブライ文字自体はフェニキア文字の一種である)。

## 発音
サマリア語の発音は、他のヘブライ語とはいくつかの点で差異が大きい。咽頭音のヘー及びヘットの音は母音に変化するか、消滅している。 ベートとヴァヴは共に 'b' で発音され（字母の名称はそれぞれ Bît および Ba である）、ヴァヴ倒置法（聖書ヘブライ語で、文頭にヴァヴが置かれた場合、動詞の時制（完了態と未完了態）が逆になる現象。この場合、完了態の動詞が表す時制は未完了態になり、未完了態の動詞の時制は完了態を表す）の時だけ 'u' と発音される。シンの文字の音値は、ヘブライ語と異なり 'sh' 1つのみである。ダゲッシュの付いた文字は長子音として発音される。アクセントは通常最終から2番目の音節に置かれる。

## 文法

### 代名詞

#### 人称代名詞
| 私                   | anáki                                     |
| あなた(男性単数)     | átta                                      |
| あなた(女性単数)     | átti (語尾に 'ヨッド' の文字が付加される) |
| 彼                   | û                                         |
| 彼女                 | î                                         |
| 我々                 | anánu                                     |
| あなたがた(男性複数) | attímma                                   |
| あなたがた(女性複数) | éttên                                     |
| 彼ら(男性)           | ímma                                      |
| 彼女ら(女性)         | ínna                                      |

#### 指示代名詞
これ: 男性形 ze, 女性形 zéot, 複数 ílla
あれ: alaz（語頭に 'ヘー' の文字が付く）

#### 関係代名詞
éšar（人、物とも共通）

#### 疑問代名詞
誰 = mi　  何 = ma

### 名詞
名詞に接尾辞が付く場合、最終音節の母音 ê は î に、ô は û に変化する。例：bôr "穴（単数）" > búrôt "同"（複数形を表す接尾辞が付いた形）。また、af "怒り" > éppa "彼女の怒り"（所有を表す人称接尾辞が付いた形）。
ミルエル形の名詞（ヘブライ語の名詞の分類で、最後から2番目の母音にアクセントのあるもの。母音記号セゴール（/e/）が最終母音になっているものが多いため、セゴリームともいう）の変化は、ヘブライ語と同様である。例：beţen "腹" > báţnek "あなたの腹", kesef "銀" > kesfánu "我々の銀", dérek "道" > dirkakimma "あなたがた(男性)の道" ただし áreş "土地" > árşak "あなたの土地"

#### 冠詞
定冠詞は、a- または e- で、定冠詞の付いた語の最初の子音は、咽頭音や声門破裂音でなければ長子音になる。サマリア文字では、'ヘー'（ヘブライ文字の 'ה' に相当）で表記されるが、'h' の音は発音されない。例: énnar / ánnar = "（その）若者the youth"; ellêm = "（その）肉"; a'émur = "（その）ロバ"

#### 数
複数形の語尾は -êm （男性名詞）、 -ôt （女性名詞）となる。
eyyamêm "その日々", elamôt "夢（複数）"
双数形は -ayem (šenatayem "2年")で表される場合もあるが、通常は複数形と同じ語尾で表される(yédêm "両手")。

### 動詞
動詞の主語の人称を表す接辞は以下のとおり:
|                        | 完了態 | 未完了態  |
| 私が                   | -ti    | e-        |
| あなた(男性)が         | -ta    | ti-       |
| あなた(女性)が         | -ti    | ?         |
| 彼が                   | -      | yi-       |
| 彼女が                 | -a     | ti-       |
| 我々が                 | ?      | ne-       |
| あなたがたが(男性複数) | -tímma | te- -un   |
| あなたがたが(女性複数) | -tên   | ?         |
| 彼らが                 | -u     | yi- -u    |
| 彼女らが               | ?      | ti- -inna |

### その他

#### 前置詞
"～で・に（場所・時・手段）"を意味する前置詞は以下のとおり: 
- b- 母音（または、咽頭音の子音が母音に変化したもの）で始まる語の前

b-érbi = "剣で"; b-íštu "彼の妻と共に"
- ba- 両唇音で始まる語の前

bá-bêt "家で", ba-mádbar "荒野で"
- ev- その他の子音で始まる語の前

ev-lila "夜に", ev-dévar "その事で"
- ba-/be- 定冠詞付きの語の前

barrášet "朝に"; béyyôm "その日に"
"～のように、～として"を意味する前置詞は以下のとおり:
- ka 定冠詞のない語の前: ka-demútu "彼の姿のように（彼とそっくりで）"
- ke 定冠詞付きの語の前: ké-yyôm "その日のように"

"～に（人・場所）、～のために"を意味する前置詞は以下のとおり:
- l- 母音で始まる語の前: l-ávi "私の父に", l-évad "その奴隷に"
- el-, al- 子音で始まる語の前: al-béni "（～の）子供たちに"
- le- 子音 /l/ で始まる語の前: le-léket "行くために"
- l- 定冠詞付きの語の前: lammúad "定められた時に"; la-şé'on "その群れに"

その他の前置詞:
- al: ～に向かって
- elfáni: ～の前に
- bêd-u: 彼のため
- elqérôt: ～に反して
- balêd-i: 私以外は

#### 接続詞
"～と、そして（and）" を表す接続詞:
- w- 子音で始まる語の前: wal-Šárra "そしてサラに"
- u- 母音で始まる語の前: u-yeššeg "そして彼は追いついた"

その他
- u: または
- em: もし～ならば、～する時
- avel: しかし

#### 副詞
- la: ～ではない（否定）
- kâ: ～もまた
- afu: ～もまた
- ín-ak: あなたは～でない
- ífa (ípa): どこに?
- méti: いつ?
- fâ: ここに
- šémma: そこに
- mittét: 下に